# All Jammu & Kashmir Patriotic Peoples Front
All Jammu & Kashmir Patriotic Peoples Front är ett politiskt parti i Jammu och Kashmir. Gruppen är en proindisk fraktion, kopplad till så kallade counter-insurgents (paramilitärer). Muslim Mujahedin var en islamistisk gerillagrupp, som 1995 överlämnade sig till regeringen och utvecklade samarbete med den indiska armén. Muslim Mujahedin hade bildats som en utbrytning ur Hizb-ul-Mujahedin 1993. Patriotic Peoples Front bildades som en struktur för Muslim Mujahedin att ställa upp i val.
Runt 1997–1998 demobiliserades Muslim Mujahedins styrkor, men senare reorganiserades en del av gruppen.
Efter 1997 stödde PPF Farooq Abdullahs Jammu & Kashmir National Conference-regering i Kashmir.
I valet till Lok Sabha 1999 ställde PPF:s ledare Ghulam Nabi Mir (tillika Muslim Mujahedins chief commander) upp i valkretsen Anantnag. Han fick 1 500 röster (1,46 %).
År 2001 dödades Nabi Mir.